# Constantino Tornicio (sebastocrátor)
Constantino Tornicio o Tornice (en griego: Κωνσταντῖνος Τορνίκιος/Τορνίκης) fue un aristócrata y funcionario bizantino.

## Biografía
Constantino era un descendiente de la familia Tornicio de origen armenio o georgiano. Su padre, Demetrio Tornicio, fue mesazon (ministro en jefe) en la corte de Nicea durante el reinado de Teodoro I Láscaris (1204–1222), donde desempeñó un papel importante. 
Constantino, se convirtió en gran primicerio en los años de Juan III Ducas Vatatzés (1222–1254), cargo que perdió en los años de Teodoro II Láscaris (1254-1258), cuando cayó temporalmente en desgracia debido a su relación con la familia Paleólogo. Sin embargo, volvió al primer plano después de la muerte de Teodoro II, cuando su hija se casó con Juan Paleólogo, el gran doméstico y hermano de Miguel VIII Paleólogo (1259–1282), mientras que en 1259 recibió el título de sebastocrátor. Su segunda hija se casó con Juan Comneno Ducas, hijo de Miguel II de Epiro (1230–1266/1268). Después que Constantinopla fue reconquistada por los bizantinos (1261),  la familia Tornicio regresó a la capital, donde Constantino aparece en 1264 como el eparca (gobernador) de la ciudad, mientras que en 1266 aparece como céfalo (gobernador civil de una ciudad bizantina) en Tesalónica.